# Stagnazione
Con stagnazione  o economia stagnante si intende una situazione economica caratterizzata dal persistere di modeste variazioni del prodotto interno lordo e del reddito procapite.
Si distingue dalla recessione, nella quale per più periodi la produzione complessiva e/o pro capite diminuisce, e dalla stagflazione, nella quale la stagnazione si accompagna ad un'inflazione più elevata di quella compatibile con una crescita economica molto lenta. È poco usata la forma arcaica del termine "stagnanza", che risale al tardo medioevo, periodo nel quale, chi legiferava si rifaceva all'antico diritto romano. Si intende quindi per stagnazione o "stagnanza" quel lento processo sia economico sia politico che si ha per mancanza di una maggioranza politica, o una potenza economica divisa tra soci con intenti incompatibili.

## Esempio: il Giappone
Nel corso degli anni novanta il Giappone ha registrato un lungo periodo di stagnazione.
Dopo il boom azionario degli anni ottanta, il mercato azionario giapponese è crollato per effetto dello sgonfiamento di una rilevante bolla speculativa. I valori elevati dei titoli azionari e degli immobili hanno sostenuto l'indebitamento delle imprese e dei cittadini, e messo in crisi il sistema bancario quando imprese e cittadini sovraindebitati non sono stati in grado di rimborsare i prestiti ricevuti.
L'eccessivo indebitamento ha quindi ridotto la capacità delle imprese di sostenere gli investimenti, recuperando competitività attraverso l'offerta di nuovi beni e servizi e dei cittadini di sostenere la domanda attraverso l'espansione dei consumi.
Il tentativo di sostenere i consumi, gli investimenti e di impedire i fallimenti nel sistema bancario giapponese è avvenuto attraverso la diminuzione del tasso di sconto, che ha raggiunto livelli vicini allo zero, la svalutazione dello yen e la crescita della spesa pubblica, con un debito cresciuto ben oltre il 100% del PIL.